# آنگوکو بوگیو
آنگوکوبوگیو (به ژاپنی: 遠国奉行) به معنی قاضی یا فرماندار نواحی دوررس، یکی از مشاغل و پست‌های دولتی در شوگونسالاری توکوگاوا در ژاپن بود؛ به بوگیویی (مأمور عالی‌رتبه‌ای) گفته می‌شود که به غیر از مرکز دولت در شهر ادو، در یکی دیگر از مراکز دولتی که در قلمرو شوگونسالاری توکوگاوا قرار داشت، انجام وظیفه می‌کند.